# Pachnoda prasina
Pachnoda prasina es una especie de escarabajo del género Pachnoda, familia Scarabaeidae. Fue descrita científicamente por Karsch en 1881.
Habita en Guinea.